# Gran Premi de Mònaco del 2018
El Gran Premi de Mònaco de Fórmula 1 del 2018 va ser la sisena carrera de la temporada 2018. Es corregué lloc del 24 al 26 de maig en el Circuit de Montecarlo, a Mònaco.

## Entrenaments lliures

### Resultats[1]
| Pos.                     | Nº | Pilot             | Equip/Motor               | Q1          | Q2       | Q3       | Posició de sortida |
| ------------------------ | -- | ----------------- | ------------------------- | ----------- | -------- | -------- | ------------------ |
| 1                        | 3  | Daniel Ricciardo  | Red Bull Racing-TAG Heuer | 1:12.013    | 1:11.278 | 1:10.810 | 1                  |
| 2                        | 5  | Sebastian Vettel  | Ferrari                   | 1:12.415    | 1:11.518 | 1:11.039 | 2                  |
| 3                        | 44 | Lewis Hamilton    | Mercedes                  | 1:12.460    | 1:11.584 | 1:11.232 | 3                  |
| 4                        | 7  | Kimi Räikkönen    | Ferrari                   | 1:12.639    | 1:11.391 | 1:11.266 | 4                  |
| 5                        | 77 | Valtteri Bottas   | Mercedes                  | 1:12.434    | 1:12.002 | 1:11.441 | 5                  |
| 6                        | 31 | Esteban Ocon      | Force India-Mercedes      | 1:13.028    | 1:12.188 | 1:12.061 | 6                  |
| 7                        | 14 | Fernando Alonso   | McLaren-Renault           | 1:12.657    | 1:12.269 | 1:12.110 | 7                  |
| 8                        | 55 | Carlos Sainz Jr.  | Renault                   | 1:12.950    | 1:12.286 | 1:12.130 | 8                  |
| 9                        | 11 | Sergio Pérez      | Force India-Mercedes      | 1:12.848    | 1:12.194 | 1:12.154 | 9                  |
| 10                       | 10 | Pierre Gasly      | Toro Rosso-Honda          | 1:12.941    | 1:12.313 | 1:12.221 | 10                 |
| 11                       | 27 | Nico Hülkenberg   | Renault                   | 1:13.065    | 1:12.411 |          | 11                 |
| 12                       | 2  | Stoffel Vandoorne | McLaren-Renault           | 1:12.463    | 1:12.440 |          | 12                 |
| 13                       | 35 | Sergey Sirotkin   | Williams-Mercedes         | 1:12.706    | 1:12.521 |          | 13                 |
| 14                       | 16 | Charles Leclerc   | Sauber-Ferrari            | 1:12.829    | 1:12.714 |          | 14                 |
| 15                       | 8  | Romain Grosjean   | Haas-Ferrari              | 1:12.930    | 1:12.728 |          | 181                |
| 16                       | 28 | Brendon Hartley   | Toro Rosso-Honda          | 1:13.179    |          |          | 15                 |
| 17                       | 9  | Marcus Ericsson   | Sauber-Ferrari            | 1:13.265    |          |          | 16                 |
| 18                       | 18 | Lance Stroll      | Williams-Mercedes         | 1:13.323    |          |          | 17                 |
| 19                       | 20 | Kevin Magnussen   | Haas-Ferrari              | 1:13.393    |          |          | 19                 |
| Regla del 107%: 1:17.053 |    |                   |                           |             |          |          |                    |
| —                        | 33 | Max Verstappen    | Red Bull Racing-TAG Heuer | Sense temps |          |          | 202                |
| Font:                    |    |                   |                           |             |          |          |                    |

Notes
- ^1  – Romain Grosjean va rebre una penalització de 3 llocs a la graella de sortida per causar una col·lisió a la cursa anterior (Gran Premi d'Espanya del 2018).[3]
- ^2  – Max Verstappen no va fer un temps valid inferior a la regla del 107% però va ser qualificat per la carrera per decisió dels comissaris de cursa. Va rebre 15 llocs de penalització a la graella de sortida: cinc per substituir la caixa de canvis i deu per usar el tercer MGU-K.[4][5]

## Carrera
Resultats
| Pos.  | Nº | Pilot             | Equip-motor               | Voltes | Temps/Retirat  | Graella | Punts |
| ----- | -- | ----------------- | ------------------------- | ------ | -------------- | ------- | ----- |
| 1     | 3  | Daniel Ricciardo  | Red Bull Racing-TAG Heuer | 78     | 1:42:54.807    | 1       | 25    |
| 2     | 5  | Sebastian Vettel  | Ferrari                   | 78     | +7.336         | 2       | 18    |
| 3     | 44 | Lewis Hamilton    | Mercedes                  | 78     | +17.013        | 3       | 15    |
| 4     | 7  | Kimi Räikkönen    | Ferrari                   | 78     | +18.127        | 4       | 12    |
| 5     | 77 | Valtteri Bottas   | Mercedes                  | 78     | +18.822        | 5       | 10    |
| 6     | 31 | Esteban Ocon      | Force India-Mercedes      | 78     | +23.667        | 6       | 8     |
| 7     | 10 | Pierre Gasly      | Scuderia Toro Rosso-Honda | 78     | +24.331        | 10      | 6     |
| 8     | 27 | Nico Hülkenberg   | Renault                   | 78     | +24.839        | 11      | 4     |
| 9     | 33 | Max Verstappen    | Red Bull Racing-TAG Heuer | 78     | +25.317        | 20      | 2     |
| 10    | 55 | Carlos Sainz Jr.  | Renault                   | 78     | +1:09.013      | 8       | 1     |
| 11    | 9  | Marcus Ericsson   | Sauber-Ferrari            | 78     | +1:09.864      | 16      |       |
| 12    | 11 | Sergio Pérez      | Force India-Mercedes      | 78     | +1:10.461      | 9       |       |
| 13    | 20 | Kevin Magnussen   | Haas-Ferrari              | 78     | +1:14.823      | 19      |       |
| 14    | 2  | Stoffel Vandoorne | McLaren-Renault           | 77     | +1 volta       | 12      |       |
| 15    | 8  | Romain Grosjean   | Haas-Ferrari              | 77     | +1 volta       | 18      |       |
| 16    | 35 | Sergey Sirotkin   | Williams-Mercedes         | 77     | +1 volta       | 13      |       |
| 17    | 18 | Lance Stroll      | Williams-Mercedes         | 76     | +2 voltes      | 17      |       |
| 181   | 16 | Charles Leclerc   | Sauber-Ferrari            | 70     | Col·lisió      | 14      |       |
| 191   | 28 | Brendon Hartley   | Scuderia Toro Rosso-Honda | 70     | Col·lisió      | 15      |       |
| Ret   | 14 | Fernando Alonso   | McLaren-Renault           | 52     | Caixa de canvi | 7       |       |
| Font: |    |                   |                           |        |                |         |       |

Notes
- ^1  – Charles Leclerc i Brendon Hartley no van finalitzar el GP però ambdós es van classificar per haver disputat més del 90% de la cursa. Encara que Hartley va completar-ho abans que Leclerc, Hartley classifica per darrere de Lecrerc perquè va ser penalitzat per excedir la velocitat permesa al pit-lane.